# Tessa Boogaard
Tessa Boogaard (Hoogmade, 4 juli 1995) is een Nederlands korte- en langebaanschaatser.

## Persoonlijke records[1]
| Afstand    | Tijd    | Datum            | Baan       |
| ---------- | ------- | ---------------- | ---------- |
| 500 meter  | 38,78   | 27 januari 2019  | Heerenveen |
| 1000 meter | 1.17,71 | 30 december 2018 | Heerenveen |
| 1500 meter | 2.03,52 | 2 januari 2016   | Heerenveen |
| 3000 meter | 4.29,33 | 3 december 2014  | Heerenveen |
| 5000 meter | 8.29,22 | 29 maart 2013    | Den Haag   |